# Osteopilus wilderi
Espèce
Synonymes
- Hyla wilderi Dunn, 1925
- Hyla shrevei Taylor, 1952
- Hyla wilderae Dunn, 1925
- Osteopilus wilderae (Dunn, 1925)

Statut de conservation UICN

 EN B1ab(iii) : En danger
Osteopilus wilderi est une espèce d'amphibiens de la famille des Hylidae.

## Répartition
Cette espèce est endémique de la Jamaïque. Elle se rencontre dans le centre de l'île entre 120 et 880 m d'altitude,.

## Étymologie
Cette espèce est nommée en l'honneur d'Inez Luanne Whipple Wilder (1871-1929) et de Harris Hawthorne Wilder.

## Publication originale
- Dunn, 1925 : A new tree-toad from Jamaica. Occasional Papers of the Boston Society for Natural History, vol. 5, p. 161-162 (texte intégral).